# Pompeyo Lugo Méndez
Pompeyo Lugo Méndez, född 27 mars 1949 i San Pedro del Parana, Paraguay, död 14 mars 2021 i Itauguá, Paraguay, var en svensk författare, översättare och vissångare.
Méndez flydde till Sverige 1973 och fick politisk asyl. Främst översatte han Dan Anderssons texter till spanska. Han reste även runt med Olof Palme och sjöng och berättade om Dan Andersson vid politiska manifestationer. Dessutom medverkade han i svensk radio och tv. Han sjöng också mycket tillsammans med Gunde Johansson.

## Priser och utmärkelser
- 1978 – Stockholms läns kulturpris
- 1979 – Tage Erlanders pris
- 2006 – Dan Andersson-priset